# Mnemosyne (Software)
Mnemosyne ist eine von Peter Bienstman entwickelte freie und kostenlose Lernkartei-Software auf der Basis der spaced repetition-Methode. Inspiriert war Mnemosyne ursprünglich vom kommerziellen Programm SuperMemo, hat sich jedoch weit darüber hinaus entwickelt. Mnemosyne verwendet eine leicht modifizierte Variante einer älteren, aber robusteren Version des SuperMemo-Algorithmus SM2.

## Leistungsmerkmale
- Einfache und übersichtliche Benutzeroberfläche
- Kartentypen für verschiedene Frage-Antwort-Szenarien (Spezielle Kartentypen für Vokabeln, Lückentexte, Satzbau und geographische Fragen)
- Unterstützung für Unicodezeichen (auch von rechts nach links geschriebene Schriften wie Hebräisch oder Arabisch), Bild-, Klang- und Videodateien, HTML, Flash und LaTeX
- Läuft direkt unter Windows, Mac OS X und Linux, mit Einschränkungen ab Version 2.3 auch direkt unter Android.
- Alternativ sind Java und Android Client (kostenpflichtig) für mobile Endgeräte von Drittanbietern erhältlich.[2]
- Unterstützt Installation als portable Software auf einem USB-Stick
- Karten können mit Schlagworten versehen und diese hierarchisch strukturiert werden.
- Erfassung von Statistiken zum Lernfortschritt
- Mehrsprachige Benutzeroberfläche
- Synchronisation mehrerer Geräte
- Lernwiederholung über Netzwerkverbindungen im Webbrowser möglich
- Erweiterbar durch Skripte und Plugins

## Software-Implementierung
Mnemosyne wurde in Python geschrieben und kann deshalb auf einer Vielzahl von Betriebssystemen eingesetzt werden.